# Nieuwland (Sluis)
Pour les articles homonymes, voir Nieuwland.
Nieuwland est un hameau appartenant à la commune néerlandaise de L'Écluse, situé dans la province de la Zélande.
Le hameau est situé dans la partie orientale de la commune, près de Driewegen (commune de Terneuse).